# Notte rosa (evento)

Il grattacielo di Cesenatico durante la notte rosa del 5 luglio 2008

La Notte rosa è un evento in auge dall'estate del 2006, voluto fortemente dagli imprenditori turistici e da Comune e Provincia di Rimini e studiato sulla falsariga delle notti bianche, che si svolge annualmente sulla riviera romagnola nel primo fine settimana di luglio.

## Storia
La Notte Rosa è definita "il capodanno dell'estate". La sua prima edizione si è svolta il 1º luglio 2006, quando le istituzioni della Romagna e gli imprenditori del turismo si impegnarono fortemente per dare il via alla realizzazione dell’evento da intenti commerciali e turistici, volendo sostenere la vocazione “internazionale” della costa romagnola. Per effetto del successo conseguito, è stata riproposta in tutti i successivi anni. Dal 2010, inoltre, la Notte rosa dura due serate consecutive ed è sempre nel fine settimana.
Molteplici sono le iniziative studiate dalle diverse località coinvolte (oltre 300 eventi in media per ogni edizione che raggruppano 110 km di costa insieme con altre città dell'entroterra, compreso San Marino).
Questo ha portato la Notte rosa a diventare un evento a livello internazionale, richiamando la partecipazione di oltre 2 milioni di persone nel 2010.
Si tratta di una grande festa collettiva, che vede scatenarsi fino all’alba tutta la Romagna, lungo i 110 km di costa (e non solo) tra le province di Rimini, Forlì-Cesena, Ravenna e Ferrara (che pur essendo una provincia emiliana viene promossa dalla Destinazione Turistica Romagna), dalla spiaggia alla collina, dai locali ai luoghi d’arte, tra concerti gratuiti con grandi nomi della musica nazionale e internazionale, installazioni artistiche, mostre, fuochi d’artificio, spettacoli, magiche scenografie, tingendo di rosa strade, piazze, stabilimenti balneari, alberghi, monumenti.
Ma ciò che la rende davvero speciale sono, però, le persone che ogni anno accorrono in Romagna per festeggiarla, ognuna col proprio tocco di rosa, ognuna con la propria particolarità e il proprio singolare modo di renderla unica e indimenticabile!
Un evento corale, un vero e proprio Capodanno estivo, che celebra la danza e la voglia di divertirsi e che con la sua travolgente allegria contagia ogni anno centinaia di migliaia di persone.

## Caratteristiche
Le caratteristiche che differenziano l'evento dalle notti bianche sono che:
- non è una singola città a festeggiare, bensì un intero territorio: tutta la riviera romagnola, i lidi ferraresi e San Marino;
- oltre al divertimento, i temi portanti sono il sentimento e tutto ciò che gira intorno al mondo femminile, da cui il colore rosa;
- la festa è strettamente correlata con il territorio: la piadina venduta in strada e nei locali è condita con salsa rosa, i locali e le strutture sono addobbati con festoni rosa, le luci dei lampioni, i fuochi d'artificio sincronizzati lungo le coste e molti edifici importanti sono anch'essi resi rosa durante il periodo dell'evento.